# Black Flag
Black Flag byla losangeleská skupina, která svým agresivním průrazným zvukem stála u zrodu termínu hardcore. Inspirovala mnoho významných skupin jak punkových, tak metalových a mnoho alternativních skupin a umělců. Jejich pozdní alba se tvrdým, pomalým a experimentálním zvukem rovněž podepsala u vzniku stylů jako grunge, metalcore a sludge metal. I takoví velikáni jako Nirvana nebo Red Hot Chili Peppers otevřeně citovali Black Flag jako velký vzor a příležitostně jejich skladby coverovali na koncertech. Logo skládající se ze čtyř černých pruhů se stalo kultovním. Kapelu založil roce 1977 kytarista Greg Ginn společně s baskytaristou Chuckem Dukowskim, bubeníkem Brianem Migdolem a zpěvákem Keithem Morrisem.
Současně se skupinou si Ginn a Dukowski založili i vlastní nahrávací firmu SST, u které Black Flag vydali v roce 1978 debutové čtyřpísňové EP "Nervous Breakdown". To zabodovalo svou tvrdostí a přímočarostí a Black Flag se během krátké doby stali vítanou koncertní atrakcí po celé Kalifornii.
Po dalších třech EP ("Jealous Again" a "Six Pack") natočených ve stále se měnících sestavách (za bicí zasedl Roberto "Robo" Valverde, mikrofon po Morrisovi převzal Chavo Paderast, kterého následně vystřídal Dez Cadena) dorazil do kapely charismatický mladík-intelektuál Henry Rollins, disponující stylově drsným vokálem. I jeho zásluhou se debutové album "Damaged" (1981), nabité patnácti drtícími songy, stalo absolutní klasikou celé hardcore-punkové scény (natočeno bylo v sestavě Ginn, Rollins, Dukowski, Robo a Cadena, který se chopil druhé kytary). Ani v následujících letech se Black Flag nevyhnuli dalším personálním změnám. Nejdříve odešel Robo, kterého na krátko nahradil Emil Johnson (zabubnoval si na EP "TV Party" z roku 1982), nastálo pak Bill Stevenson z Descendents. Současně kapelu opustil i Cadena. Ve stejné době vrhla firma SST na trh dvě retrospektivní kompilace "Everything Went Black" a "The First Four Years", mapující raná léta skupiny. Pouze ve trojici (Ginn - kytara, basa, Rollins - zpěv a Stevenson - bicí) natočili Black Flag v roce 1984 druhé studiové album "My War" s výrazně pozměněným temným, metalovým zvukem. Ve stejném roce (už posilněni o nového člena, baskytaristku Kiru Roessler), stihli Black Flag vydat ještě dvě alba. Nejdříve se objevilo experimentální album "Family Man", kde jedna polovina desky byla tvořena mluveným slovem a druhá instrumentálními skladbami. V závěru roku pak přidali nekompromisní hardcore/metalové album "Slip It In", které vycházelo ze soundu desky "My War", bylo ale mnohem agresivnější, naléhavější a hutnější.
V roce 1985 po nepříliš výrazném albu "Loose Nut" a dalším experimentu v podobě instrumentálního jazzového EP "The Process Of Wedding Out" se Black Flag nadechli k poslednímu albovému počinu - "In My Head". Na něm se propracovali ke zcela individuálnímu, sebevědomému projevu a ve spojení Ginnovi schizoidní kytary a Rollinsova nenávistného řevu až fyzicky atakovali posluchače. V závěru roku pak odešel Stevenson, nahradil ho Anthony Martinez, který stačil ještě s Black Flag natočit živé album "Who's Got the 10½? ". Krátce nato ale kapelu opustil její lídr Greg Ginn, čímž se Black Flag potichu a bez ohlášení rozpadli. V roce 1986 ještě vyšlo EP "Minuteflag", natočené o rok dříve při společném jam-session členů Black Flag a The Minutemen. Posledním studiovým materiálem kapely je potom "posmrtné" EP "I Can See You" z roku 1989, které bylo pořízeno krátce před odchodem Billa Stevensona.

## Po rozpadu kapely

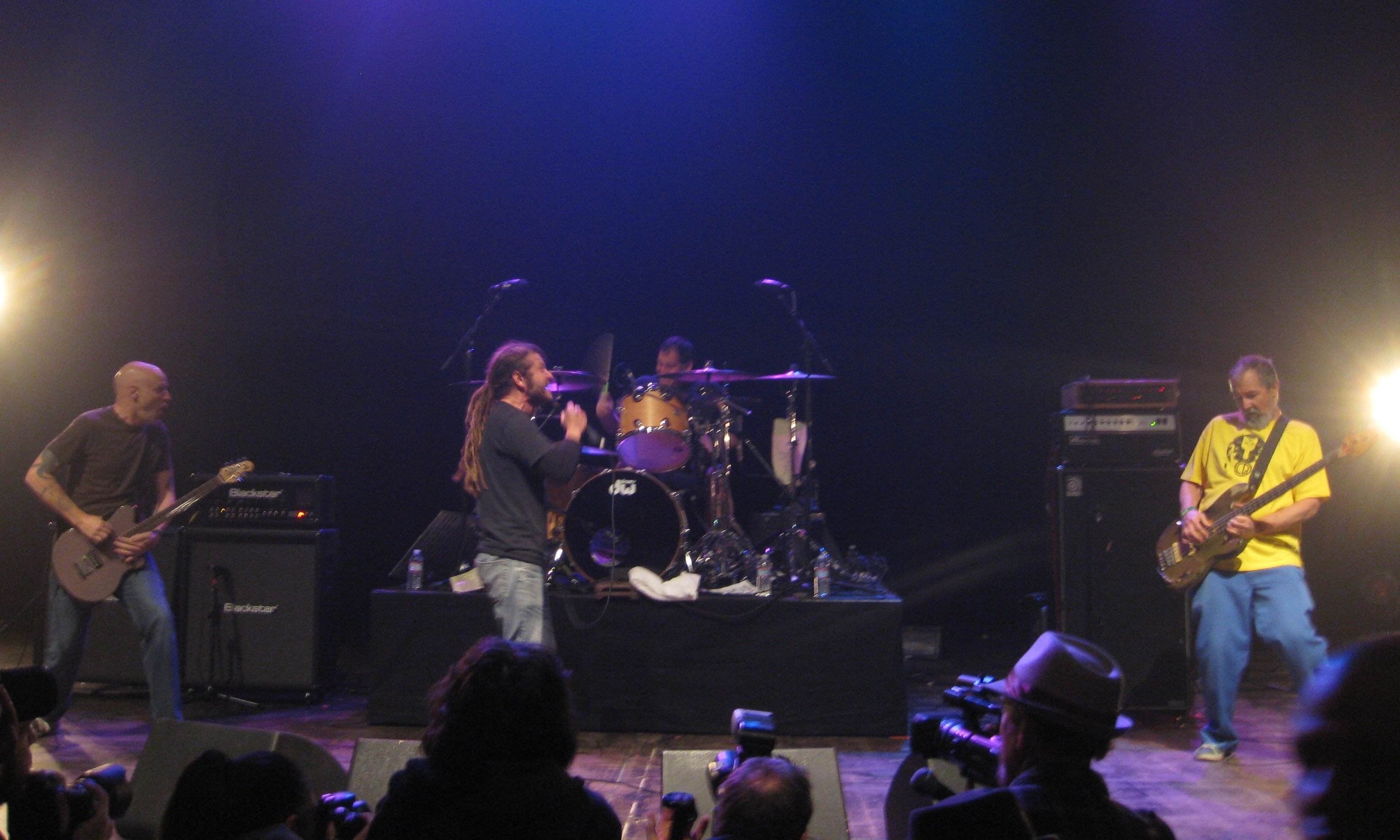
Zleva: Stephen Egerton, Keith Morris, Bill Stevenson a Chuck Dukowski vystupují jako Black Flag v pořadu GV30, prosinec 2011

Většina členů Black Flag se po rozchodu realizovala v různých dalších projektech a kapelách. Greg Ginn ještě v dobách Black Flag sestavil kapelu October Faction (zahráli si zde i Stevenson a Dukowski), po svém odchodu od Black Flag pak svůj osobitý kytarový styl uplatnil v převážně instrumentálních a jazzově laděných projektech Gone, Confront James, Mojack nebo na sólových albech. Henry Rollins si založil vlastní, velmi úspěšnou, kapelu Rollins Band a zahrál si vedlejší role v hollywoodských filmech, Keith Morris po svém odchodu v roce 1979 založil kultovní punk band Circle Jerks, Robo si zahrál v horror-punkové legendě The Misfits, Dez Cadena založil kapelu DC3, později se objevil v The Misfits a v punkové supergroup Osaka Popstar, Chuck Dukowski postupně sestavil projekt Würm, zahrál si s Ginnem v October Faction, založil kapelu SWA, naposledy pak Chuck Dukowski Sextet, Bill Stevenson se po odchodu z Black Flag vrátil do Descendents, se kterými pokračoval i pod hlavičkou All a fungoval i jako velmi úspěšný producent (mj. Big Drill Car, Good Riddance, NOFX, Rise Against), Kira Rossler založila společně s Mikem Wattem (ex-Minutemen) two-bass duo DOS.

### Členové
Zpěv
- Keith Morris – hlavní zpěv (1976 – 1979); na albu Everything Went Black uveden pod pseudonymem Johnny "Bob" Goldstein
- Ron Reyes – hlavní zpěv (1979 – 1980); na albech Jealous Again a Everything Went Black uveden pod pseudonymem Chavo Pederast
- Dez Cadena – hlavní zpěv (1980 – 1981, 2003), kytara (1981 – 1983, 2003)
- Henry Rollins – hlavní zpěv (1981 – 1986)

Basová kytara
- Raymond Pettibon (Raymond Ginn) – basová kytara (1976)
- Glen "Spot" Lockett – basová kytara (1976 – 1977)
- Chuck Dukowski (Gary McDaniel) – basová kytara (1977 – 1983)
- Kira Roessler – basová kytara (1983 – 1985)
- C'el Revuelta – basová kytara (1986, 2003)

Kytara
- Greg Ginn – kytara (1976 – 1986, 2003); také basová kytara na albu My War (1983) pod pseudonymem Dale Nixon.

Bicí
- David Horvitz – bicí, perkuse (1976 – 1977)
- Brian Migdol – bicí, perkuse (1977 – 1978)
- Roberto „ROBO“ Valverde – bicí, perkuse (1978 – 1981, 2003)
- Emil Johnson – bicí, perkuse (1982)
- Chuck Biscuits (Charles Montgomery) – bicí, perkuse (1982)
- Bill Stevenson – bicí, perkuse (1983 – 1985)
- Anthony Martinez – bicí, perkuse (1985 – 1986)

## Diskografie

### Studiovky
- Damaged (prosinec 1981)
- My War (březen 1984)
- Family Man (září 1984)
- Slip It In (prosinec 1984)
- Loose Nut (květen 1985)
- In My Head (říjen 1985)

### Živá alba
- Live '84 (prosinec 1984)
- Who's Got the 10½? (březen 1986)

### Kompilace
- Condition Red (1981)
- D.I.Y. Magazine presents "Han-O-Disc" (1981)[3]
- Oi! Oi! That's Yer Lot (1982)
- Rat Music for Rat People, Vol. 1 (1982)
- Everything Went Black (1983)
- The First Four Years (1983)
- Wasted…Again (1987)

### Singly
- Louie Louie (1981) (Původně vydáno pod Posh Boy Records PBS 13)

### Studiové singly
- Nervous Breakdown (říjen 1978)
- Jealous Again (srpen 1980)
- Six Pack (červen 1981)
- TV Party (červenec 1982)
- The Process of Weeding Out (září 1985)
- Minuteflag (1986)
- I Can See You (1989)

### Živé EP singly
- Annihilate This Week (1987)

### Bootlegy a jiná vydání
- The Complete 1982 Demos Plus More (1996?)
- Spray Paint EP (1981)